# Steve Beckett
Steven Paul „Steve“ Beckett (* Februar 1963) ist ein britischer Labelbetreiber. Bekannt wurde er als Mitbegründer der Unternehmen Warp Records, Warp Music Publishing, Warp Films, Bleep.com und Gift Records.

## Leben
Steve Beckett, Rob Mitchell und Stephen Havenhand gründeten 1987 in Sheffield die Indieband Lay of the Land, in der Beckett Schlagzeuger war. Die Band wurde kurze Zeit später in Aitch umbenannt und löste sich bald danach auf. Mit Unterstützung des Chakk-Managers Dave Taylor gründeten sie 1987 im Haus der FON Studios (das Akronym FON ging ursprünglich auf ein Graffiti in Sheffield aus den 1940er Jahren zurück und stand für „Fear of Nazis“ und später „Fuck Off Nazis“) den Plattenladen FON Records. Mitchell verantwortete im Wesentlichen das Geschäftliche, während Beckett sich vor allem auf die Auswahl der Platten konzentrierte.
Mit Unterstützung des Musikers Rob Gordon entstand 1989 der Track With No Name des Projektes Forgemasters, von dem sie 500 Kopien pressten und diese mit einem geliehenen Auto in der näheren Umgebung verkauften. Bereits die zweite Veröffentlichung, die EP Dextrous des Projektes Nightmares on Wax, verkaufte sich ohne Marketing oder Promotionmaßnahmen über 30.000 Mal. Die fünfte Veröffentlichung, LFO von LFO, verkaufte sich bereits über 130.000 Mal. Danach entwickelte sich Warp Records mit Veröffentlichungen von Musikern wie Aphex Twin, Autechre, Tricky Disco, Black Dog Productions und B12 zu einem stilprägenden Label für britische Techno- und Electronica-Musik.
Ab 1992 betrieb Beckett außerdem das Label Gift Records, das vor allem durch frühe Releases der Band Pulp bekannt wurde.
2001 gründeten Beckett und Mitchell das Filmproduktionsunternehmen Warp Films, für dessen Filmproduktionen Beckett wiederholt als Executive Producer fungierte. 2004 war Warp eines der ersten Label, die über einen eigenen Onlineshop ihre Musik als physische Datenträger und auch digital vertrieb.
Seit Rob Mitchells Krebstod im Jahr 2001 betreibt Beckett Warp Records und die Tochterunternehmen allein. Er beschäftigte sich unter anderem mit Ken Wilbers Arbeiten im Bereich der integralen Theorie. Seither zieht er sich schrittweise aus der Labelarbeit zurück und berät Unternehmen und Non-Profit-Organisationen zur integralen Theorie.
Im Juli 2017 wurde er mit dem Pioneer Award der Association of Independent Music ausgezeichnet.
Er lebt mit seiner Frau Anna in London.

## Filmografie
Executive Producer
- 1999: Aphex Twin – Windowlicker (Musikvideo)
- 2002: My Wrongs #8245–8249 & 117 (Kurzfilm)
- 2004: Blutrache – Dead Man’s Shoes (Dead Man’s Shoes)
- 2005: Rubber Johnny (Kurzfilm)
- 2009: Le Donk & Scor-zay-zee
- 2009: Warp20 New York (Kurzfilm)